# Fluoroforta

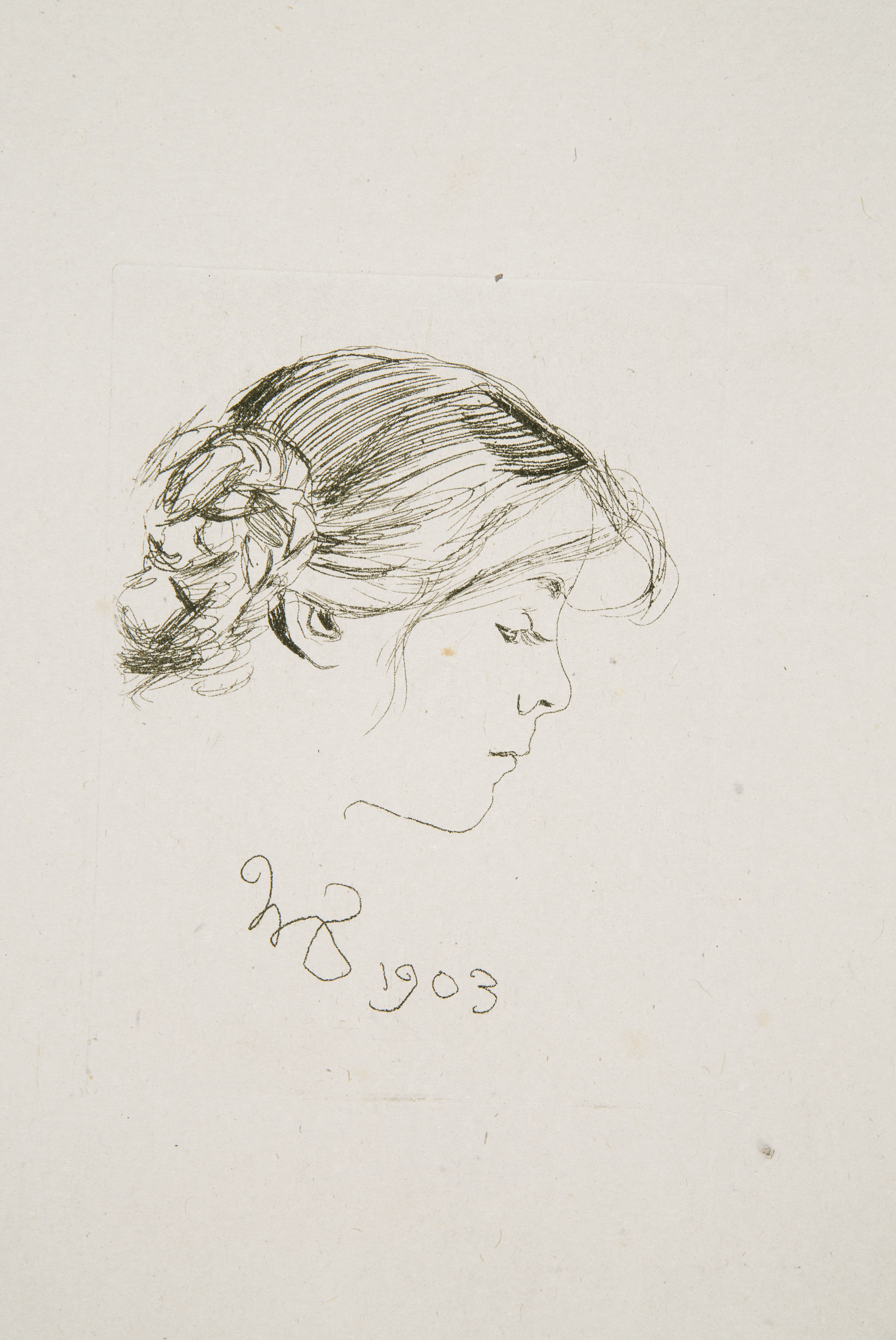
Stanisław Wyspiański, Helenka, fluoroforta, 1903 r.

Fluoroforta – technika graficzna trawiona (ryt wklęsły), jak również odbitka wykonana tą techniką.
W technice fluoroforty jako matrycę stosuje się szklaną płytę. Powleka się ją werniksem, który jest odporny na kwas i rylcem wykonuje rysunek. W ten sposób zostają odsłonięte fragmenty szkła, które następnie poddaje się trawieniu kwasem fluorowodorowym. Z powodu kruchości szkła, odbitki nie można wykonać przy użyciu prasy. Wilgotny papier ułożony na matrycy, pokrytej uprzednio farbą, należy ubijać gęstą szczotką. Fluoroforta podobna jest do akwaforty, gdzie jako matrycę stosuje się płytę metalową, a rysunek trawiony jest za pomocą kwasu azotowego.
Technikę fluoroforty wynalazł na przełomie XIX i XX wieku prof. Tadeusz Estreicher. Tym niemniej była ona znana już znacznie wcześniej, m.in. Antoni Hann wydrukował w roku 1826 "Sposób rytowania na szkle za pomocą kwasu fluorycznego" (wydany także w językach francuskim i angielskim), był też autorem fluoroforty "Wizerunek Bogurodzicy".
W Polsce uprawiali ją tacy artyści jak: Ferdynand Ruszczyc, Wyczółkowski, Wyspiański, Józef Mehoffer. Szybko przestano się nią zajmować, ponieważ okazała się niepraktyczna – szklane płytki często pękały, a niebezpieczny dla zdrowia kwas wymagał zbyt dużej ostrożności.